# Polizeisportverein
Ein Polizeisportverein ist eine Betriebssportgruppe der Polizei, die sich häufig auch Außenstehenden öffnet.
Während reine Polizeisportvereine heute nicht mehr häufig anzutreffen sind, gibt es Sportvereine, die aus historischen Gründen den Beinamen PSV (Polizeisportverein) tragen, mit der Polizei jedoch nicht mehr ausschließlich zu tun haben.

## Bekannte ehemalige und heutige Polizeisportvereine in deutschsprachigen Ländern
- Polizei SV Berlin
- Polizei SV Bielefeld
- Polizei SV Braunschweig
- Polizei SV Bremen
- Polizei SV Breslau
- Polizei-SV Chemnitz
- Polizei SV Danzig
- Polizei SV Darmstadt
- Polizei-Sportverein Duisburg
- Polizei SV Elbing
- PSV Grünweiß Frankfurt
- PSV Concordia Gropiusstadt
- SV Polizei Hamburg
- Polizei-Sportverein Hannover
- Polizei SV Hildesheim
- Polizei SV Innsbruck
- Polizei SV Kiel
- SV Polizei Lübeck
- Polizei SV Magdeburg
- Polizei SV Osnabrück
- Polizei SV Rostock
- PSV Salzburg
- Polizei SV Schwerin
- Polizei SV Stettin
- Polizei SV Tilsit
- Polizeisportvereinigung Wien
  - Polizei SV Wien

## Polizeisportvereine im ehemaligen Ostblock
Während der Zeit des Ostblocks entstanden in ganz Osteuropa Polizeisportvereine, welche später zum Teil auch von Geheimdiensten (Bsp. KGB oder Staatssicherheit der DDR) unterstützt wurden.
- BFC Dynamo
- Újpest Budapest
- Dinamo Bukarest
- Dynamo Karl-Marx-Stadt
- Dynamo Dresden
- FK Dynamo Moskau
- SG Volkspolizei Potsdam
- Dynamo Schwerin